# 조기 (빈경)
조기(趙岐, 108년? ~ 201년)는 후한 중기 ~ 말기의 관료이자 학자로, 자는 빈경(邠卿)이며 사례 경조윤 장릉현(長陵縣) 사람이다. 《맹자》를 정리하여 《맹자장구》(孟子章句)를 저술하였다. 본래 이름은 가(嘉)이며 자는 대경(臺卿)이었으나, 난리를 피하여 바꾸었다.

## 생애
젊어서부터 경서에 밝고 재능과 기예가 있어, 마융의 가문에 장가들었다. 마융은 외척이었는데, 조기는 이를 경멸하여 그와 대면하려 하지 않았다.
관직에 나아갔으나 사람됨이 결백하고 우직하여 미움받았다. 이후 무거운 병에 걸려 7년 간 병상에 있었는데, 치유되었다.
영흥 2년(154년), 조정의 부름을 받아 사공연(司空掾)이 되었다. 이때 조기는 지방관이 부모의 상을 치르기 위해 임지를 떠나는 것을 허락할 것을 주청하여 받아들여졌다. 이후 대장군 양기의 밑에 들어가 간언하였으나, 양기는 듣지 않았다.
이윽고 조기는 피씨장(皮氏長)으로 전출되었다. 하동태수 유우(劉佑)가 군을 떠났는데, 후임으로 좌승이 부임하였다. 좌승은 중상시 좌관의 형으로, 조기는 환관의 집안 사람의 부하가 되는 것을 치욕스럽게 여겨, 그날 바로 서쪽으로 돌아갔다. 이후 경조윤 연독(延篤)이 조기를 공조(功曹)로 삼았다.

### 은둔 생활
예전에 중상시 당형(唐衡)의 형 당현(唐玹)은 경조의 호아도위(虎牙都尉)였는데, 부정한 방법으로 임명된 것이었다. 때문에 군의 사람들은 모두 이를 경멸했고, 조기와 그의 종형 조습(趙襲) 또한 이를 비난하는 글을 써 당현은 둘을 깊이 미워하였다.
연희 원년(158년), 당현은 경조윤이 되었다. 조기는 화가 미칠 것을 우려하여 조카 조전과 함께 달아났는데, 과연 당현은 조기의 집안 사람들을 잡아 법을 무겁게 하여 모두 죽였다.
조기는 결국 사방으로 난을 피해 이곳저곳을 도망쳐 다니다가 이름을 숨기고 북해의 시내에서 떡장사를 하며 지냈는데, 이때 안구(安丘) 사람 손숭이 조기가 범상치 않은 인물임을 알아채어 그를 숨겨 주었다.
훗날 당씨 일족이 주멸된 후 조기는 다시 밖으로 나왔고, 조정에서는 조기와 손숭의 일을 듣고 모두 불러들였다.
건안 6년(201년), 90여 세의 나이로 숨을 거두었다.

## 같이 보기
- 삼국지 인물 목록